# Niels dán király
Niels Svensson, azaz Nicolas (Miklós) (1063 – 1134. június 25.) dán király 1104-től haláláig.
II. Svend törvénytelen fiaként született, és 1086-ban túszként küldték Flandriába, cserébe bátyjáért, Olafért. Nielset négy testvére előzte meg a trónon. Miután I. Erik 1103-ban meghalt, a következő évben Nielset választották királlyá. Feleségül vette Fredkulla Margitot, I. Inge svéd király lányát. A Chronicon Roskildense szelíd uralkodónak írja le, akinek viszont nem terjedt ki a hatásköre az egész ország területére. Támogatta bátyja, Knut szentté avatását, és uralkodása alatt támogatta az egyházat. 1129-ben pedig III. Lothár német-római császártól hűbérbe kapta az obotridák földjét. Uralma vége felé kitört a harc a svéd trónról elűzött fia, Magnus és annak unokatestvére, Knut Lavard közt. 1131 elején Magnus megölette Knutot, de Knut bátyja, Erik – akit a Német-római Birodalom is támogatott – haddal támadt Magnusra és Nielsre. 1134 júniusában Foteviknél döntő vereséget szenvedett apa és fia Eriktől, Magnus el is esett a csatában, Nielsnek sikerült elmenekülnie és III. Lothárnál keresett védelmet. Június 25-én bemerészkedett Knut Lavard egykori városába, Schleswigbe, mondván "Miért félnék tímároktól és cipőgyártóktól?" (utalva a városbeliek foglalkozására). A városlakók viszont ellene fordultak, és megölték, még mielőtt oltalmat kereshetett volna a királyi palotában. Halálával véget ért Svend Estridsson fiainak 58 éves uralma, és II. Erik előtt megnyílt az út a trónhoz.

## Gyermekei
- Niels első házasságát 1105 körül[1] kötötte Svédországi Margittal (1080 – 1130. november 4.), I. Inge svéd király leányával, aki két gyermeket szült férjének:
  - Magnus[1] (1107 – 1134. június 4.)
  - Inge[1] (? – 1121)
- Második felesége Ulvhild Haakonsdotter (1095 – 1148) volt, II. Inge svéd király özvegye.[1] Tőle nem született gyermeke.
- Ismerjük Niels egyetlenegy törvénytelen gyermekét is:
  - Ingrid[1] ∞ Ubbe Esbernsen